# 퀸스턴 하이츠 전투
퀸스턴 하이츠 전투(Battle of Queenston Heights)은 미영 전쟁 초기인 1812년 10월 13일에 현재의 온타리오 퀸스턴 근처에서 영국군과 미군과의 사이에 벌어진 전투이다. 영국군은 아이작 브록 소장과 로저 쉐프가 이끈 정규군과 캐나다 민병대, 모호크 족이었고, 미군은 스티븐 밴 렌셀러 소장이 이끈 뉴욕주 민병대를 주체로 한 군대였다. 미군이 겨울에 접어들기 전에 나이아가라 강을 넘어 캐나다 측에 근거지를 만들면서 시작된 이 전투는 미영 전쟁이 시점에서 가장 큰 전투가 되었다. 이 결전은 너무 서투르게 작전 계획을 짠 결과 수적 열세의 영국군을 이끌어 성과를 거둬 온 브록 장군이 전사한 이후 전쟁의 경과에 심각한 영향을 남겼다.
미군은 수적으로는 우세했고, 반면 영국군은 미군의 침략에 대비해 전력을 분산해 둬야 했다. 뉴욕주 루이스턴에 본거지를 둔 미군은 나이아가라 강을 건너 침략을 시도했지만 영국군의 포격과 제대로 훈련도 받지 못한 미숙하고, 경험도 없는 미군 민병대의 일부가 진군을 주저했기 때문에, 성공을 거두지 못했다. 영국군은 지원군이 시의적절 하게 도착하여 캐나다 측에 걸쳐 있던 미군 병사를 항복시켰다.

## 배경
미군은 어퍼캐나다 국경의 영국군 기지를 네 방면에서 공격하는 작전인 나이아가라 강을 건너 침공하는 것도 그 중 하나였다. 하나는 서쪽에서 동쪽으로 윌리엄 헐 장군이 디트로이트에서 애머스트버그를 공격하는 것이며, 밴 렌셀러 소령은 나이아가라 강을 건너 기습을 하고, 다른 병력들이 세인트로렌스강을 가로질러 킹스턴을 탈취하고, 미국군 총사령관인 헨리 디어본 장군은 본대를 이끌고 샹플레인 호수를 통해 로어캐나다의 몬트리올을 공략하는 것이었다. 이렇게 재빨리 캐나다 식민지를 장악하고, 빠르게 휴전 협정을 밀어붙일 계획이었다.
그러나 이 어퍼캐나다에 대한 네 방면 작전은 생각처럼 되지 않았다. 헐 장군은 디트로이트 요새에서 포위를 당해, 영국과 동맹한 인디언들에게 몰살될까 두려워서 타운을 포기하고 전 부대가 항복했다. 디어본은 뉴욕주 올버니에서 상대적으로 후방에서 머물러 있어 침략을 서두르는 모습이 없었다. 디어본은 약간의 성과를 올렸을 뿐, 1813년에는 그 임무가 풀렸다.
밴렌셀러도 보급품과 병력 부족으로 나이아가라 반도를 바로 기습할 수 없었다. 비록 그가 뉴욕주 민병대 소장의 신분이었지만, 밴렌셀러는 부대에 공격 명령을 내리지도 않았으며 전사형 인물도 못되었고 연방당 뉴욕 주지사 후보로 거론되고 있었다. 아마도 그 때문에 밴 랜셀러를 내쫓기 위해 뉴욕 주지사 후보인 대니얼 톰킨스가 그를 나이아가라 원정군 사령관으로 추대했을 것이다. 그래서 밴 랜셀러는 사령관직을 7월 13일 맡았다. 밴렌셀러는 그의 둘째 조카인 솔로몬 밴렌셀러 대령을 참모로 임명하는 것을 보장받았다. 솔로몬 밴렌셀러는 1794년 폴른 팀버스 전투에서 부상당했던 경험이 풍부한 군인이었으며, 장군에게 조언을 해줄 수 있는 귀중한 인재였다.

## 서곡

### 영국군의 준비
아이작 브록은 어퍼캐나다 부지사였으며, 거기에 군사령관이기도 했다. 브록은 행동적인 지휘관이며 디트로이트 요새 점령을 성공하여 ‘어퍼캐나다의 구세주’라는 명성과 나이트의 칭호를 얻고 있었다. 그러나 나이트 서훈 소식이 어퍼 캐나다에 도착한 것은 브록이 전사한 후였다. 브록의 상관이자 퀘벡에 있는 조지 프레보스트는 신중한 편이며, 두 사람의 전략은 매번 충돌했다.
브록의 생각은 영국군이 선수를 쳐서 나이아가라 강을 건너 밴 렌셀러와 스미스 부대가 합류하기 전에 격파하고, 뉴욕주 북부를 점령하는 것이었다. 프레보스트는 이 전략을 거부하고 브록에게 수세를 취하도록 명령했다. 프레보스트는 영국 정부가 미국의 상선을 규제하는 추밀원 법과 몇 가지를 미영 전쟁의 원인이라고 생각했고, 몇 가지는 제거된 것을 알고 있었다. 프레보스트는 휴전 협상이 잘될 것이라고 믿고 공세를 취해 협상에 누가 될까 두려워했을 수 있다. 브록의 적극적 방법 중 하나는 마우미 강변의 웨인 요새를 포위한 것이었지만, 연합한 인디언 전사가 패배로 끝나게 되었다.
특히 브록을 자극한 것은 프레보스트의 명령으로 로저 쉐프 소장이 움직이고 8월 20일에 밴 렌셀러 대령에게 휴전을 약속한 것이었다. 휴전 조건에 의해 나이아가라 강은 양군 모두 수로를 사용하는 것이 허용되었다. 브록은 미군의 병력과 물자가 밴 렌셀러 군에에 의해 아무런 저항없이 전달되는 것을 보고 있을 수밖에 없었다. 휴전은 9월 8일 끝났지만 밴 렌셀러 군은 그 어느 때 보다 충분히 보급을 받고 있었다.
전투 전날 10월 12일, 브록의 명령으로 토마스 에반스 소령이 백기를 들고 나이아가라 강을 건너 며칠 전에 이리 요새 근처에서 미군이 영국 배를 습격하여 잡은 포로를 즉시 교환에 나섰다. 에반스는 밴 렌셀러 대령을 만나고 오려고 했지만 대령은 병이라고 핑계가 되었고, 밴 렌셀러 장군의 비서관으로 툭이라는 사람을 만났다. 툭은 아마 존 로벳의 사칭이었겠지만, ‘모레’까지는 어떠한 포로로 교환도 없다고 반복했다.
에반스는 이 말이 반복되는 것을 듣고 깨닫는 바가 있어서 해안을 따라 있는 덤불 속에 숨겨져 있는 것 여러 척의 배를 확인할 수 있었다. 에반스는 도하 공격이 다음날 10월 13일에 계획되어 있다고 결론을 내렸다. 정작, 자대로 돌아와 작전 회의에서 그것을 보고하자 다른 장교들로부터 웃음과 조롱을 들어야 했다. 그러나 브록은 회의 후 에반스를 옆에 불러, 그 가능성을 확신했다. 그날 밤 브록은 민병대에게 여러 건의 소집 명령을 내렸다.